# Хатун, Мускан
Мускан Хатун (непальск. मुस्कान खातुन; род. 11 мая 2004) — непальская активистка. В возрасте 15 лет она пережила нападение с применением кислоты после того, как отвергла романтические ухаживания мальчика. После нападения Мускан добилась встречи с премьер-министром Непала и потребовала более строгого наказания за обливание кислотой. В 2021 году удостоена Международной женской премии за отвагу.

## Нападение
Мускан Хатун родилась 11 мая 2004 года. Когда ей было пятнадцать, она отвергла ухаживания юноши. Этот парень, Маджид Алам, был родственником Мускан, и её отец по её просьбе попросил его оставить девушку в покое. Отвергнутый поклонник разозлился и попросил своего друга Самсада Мийю спросить, почему Мускан не разговаривает с ним. Другу было сказано дождаться ответа, и если он не будет дан, облить девушку кислотой.
Инцидент произошёл в присутствии обоих парней, и Мускан ответила, что опаздывает в школу и что у неё не было причин разговаривать с Аламом. Самсад облил девушку кислотой. Другие ученики школы, где училась Мускан, отвезли её в больницу. Самсада арестовали спустя два часа, а Маджид сбежал, но позднее арестовали и его. Виновников нападения впоследствии отправили в исправительный центр для малолетних. Кислота попала на лицо, руки и грудь Мускан.

## Реакция
Лалбабу Раут, главный министр Провинции № 2, объявил, что правительство провинции выделит 500 тысяч рупий на лечение Мускан Хатун. Амар Бахадур Гаутам, председатель Ассоциации опекунов, осудил нападение на Мускан. Непальские знаменитости Раджу Лама и Нити Шах посетили её в больнице. Болливудские актёры Варун Дхаван и Крити Санон тоже уделили внимание Мускан после нападения: Дхаван выразил ей поддержку в социальных сетях, а Санон пообщалась с ней по видео.
После нападения Мускан хотела встретиться с непальским премьер-министром Оли. Благодаря усилиям Агни Прасада Харела, генерального прокурора Непала, ей и другим жертвам кислотных нападений удалось добиться встречи с Оли; премьер-министр и другие чиновники пообещали ужесточить законы, касающиеся как сбыта кислоты, так и наказания за обливание кислотой, а также заговорили о выплатах со стороны государства финансовой компенсации жертвам таких нападений в случаях, когда не удаётся добиться этого от преступника. Новые законы были приняты в 2021 году, но правозащитники выразили сомнение в том, насколько эффективными они окажутся.

## Международная женская премия за отвагу
В 2021 году Мускан Хатун получила Международную женскую премию за отвагу. Награду вручили на виртуальном мероприятии первая леди США Джилл Байден и госсекретарь США Энтони Блинкен в Международный женский день. Президент Непала Бидхья Деви Бхандари поздравила Мускан Хатун с получением этой награды.